# Stazione di Cerignola Campagna
La stazione di Cerignola Campagna è lo scalo ferroviario della città di Cerignola. È situata a circa 5 chilometri dal centro cittadino nell'omonima frazione, lungo la ferrovia Adriatica.

## Storia
Una prima stazione di Cerignola rientrava nel progetto di realizzazione di una linea ferroviaria Roma-Gallipoli. Il progetto originale prevedeva la realizzazione di una stazione ferroviaria ubicata nel centro abitato, a ridosso di piazza Duomo. Dopo Cerignola, la tratta ferroviaria avrebbe dovuto subire una deviazione in direzione nord-ovest verso Barletta.
Tale progetto però fu stravolto a causa dell'influenza di alcuni proprietari terrieri, per cui il trasporto su ferro rappresentava un modo veloce per consegnare le loro merci dai luoghi di produzione ai mercati dell'Italia Settentrionale; di conseguenza la tratta in costruzione subì una variazione in base alla quale la deviazione verso nord-ovest avveniva subito dopo Orta Nova. Questo fece in modo che i binari passassero a 5 chilometri dalla città, in contrada San Michele delle Vigne, ove venne appunto realizzata la stazione.
Per ovviare a tale situazione l'amministrazione comunale decise quindi di realizzare la ferrovia Cerignola Città-Cerignola Campagna che unisse il centro alla fermata di Cerignola Campagna, fu così realizzata la stazione di Cerignola Città (ubicata in quella che poi divenne piazza della Repubblica). Dal 1891 Cerignola Campagna divenne dunque località di diramazione e tale situazione si protrasse fino al 1956, anno in cui la linea fu soppressa.

## Strutture e impianti
L'impianto presenta un fabbricato viaggiatori che ospita la biglietteria self-service e la sala d'attesa.
Dei quattro binari di cui dispone lo scalo, i primi tre sono utilizzati per il servizio viaggiatori, mentre l'ultimo binario è di servizio. I binari sono serviti da due marciapiedi con pensiline e sottopassaggi.
La gestione è affidata a Rete Ferroviaria Italiana.

## Movimento
La stazione è servita da treni regionali svolti da Trenitalia nell'ambito del contratto di servizio stipulato con la Regione Puglia.